# Tettey Banfro
Tettey-Sowah Banfro (* 30. April 1969 in Slovenj Gradec) ist ein ehemaliger slowenischer Handballspieler.

## Karriere

### Verein
Der Sohn einer slowenischen Mutter und eines ghanaischen Vaters spielte zunächst für den RK Celje. 1987 wechselte er zum jugoslawischen Spitzenteam der 1980er Jahre, Metaloplastika Šabac, mit dem der 1,90 m große rechte Rückraumspieler 1988 die jugoslawische Meisterschaft gewann. 1991 schloss er sich dem RK Zagreb an, mit dem er 1992 und 1993 die neugegründete kroatische Meisterschaft, den kroatischen Pokal und den Europapokal der Landesmeister gewann. Nach diesen beiden erfolgreichen Jahren unterschrieb er in der Schweiz beim ZMC Amicitia Zürich. In der Saison 1998/99 spielte der Linkshänder für den deutschen Bundesligisten TV Großwallstadt. Anschließend kehrte er nach Slowenien zurück, wo er zunächst mit Celje im Jahr 2000 Meister und Pokalsieger wurde. Daraufhin lief er für RK Slovenj Gradec in seiner Geburtsstadt auf. In der Saison 2002/03 gewann er noch einmal mit Zagreb das kroatische Double, bevor er nach einer einjährigen Pause seine Karriere beim Grasshopper Club Zürich beendete.

### Nationalmannschaft
Mit der slowenischen Nationalmannschaft belegte Banfro bei der Europameisterschaft 1994 den 10. Platz und bei der Europameisterschaft 2000 den 5. Platz. Bei den Mittelmeerspielen 1993 gewann er mit Slowenien die Bronzemedaille. Zudem nahm er an den Olympischen Spielen 2000 in Sydney teil, wo die slowenische Auswahl den 8. Rang erreichte.
Banfro bestritt 71 Länderspiele, in denen er 236 Tore erzielte.